# Stará Myjava
Stará Myjava é um município da Eslováquia, situado no distrito de Myjava, na região de Trenčín. Tem 17,73 km² de área e sua população em 2018 foi estimada em 774 habitantes.

## Demografia
| Ano:        | 1994 | 2004   | 2014   | 2024   |
| ----------- | ---- | ------ | ------ | ------ |
| Broj ljudi: | 725  | 730    | 733    | 766    |
| Razlika:    |      | +0,68% | +0,41% | +4,50% |

| Ano:               | 2023 | 2024   |
| ------------------ | ---- | ------ |
| Número de pessoas: | 744  | 766    |
| Diferença:         |      | +2,95% |